# Кунігунда (озеро)

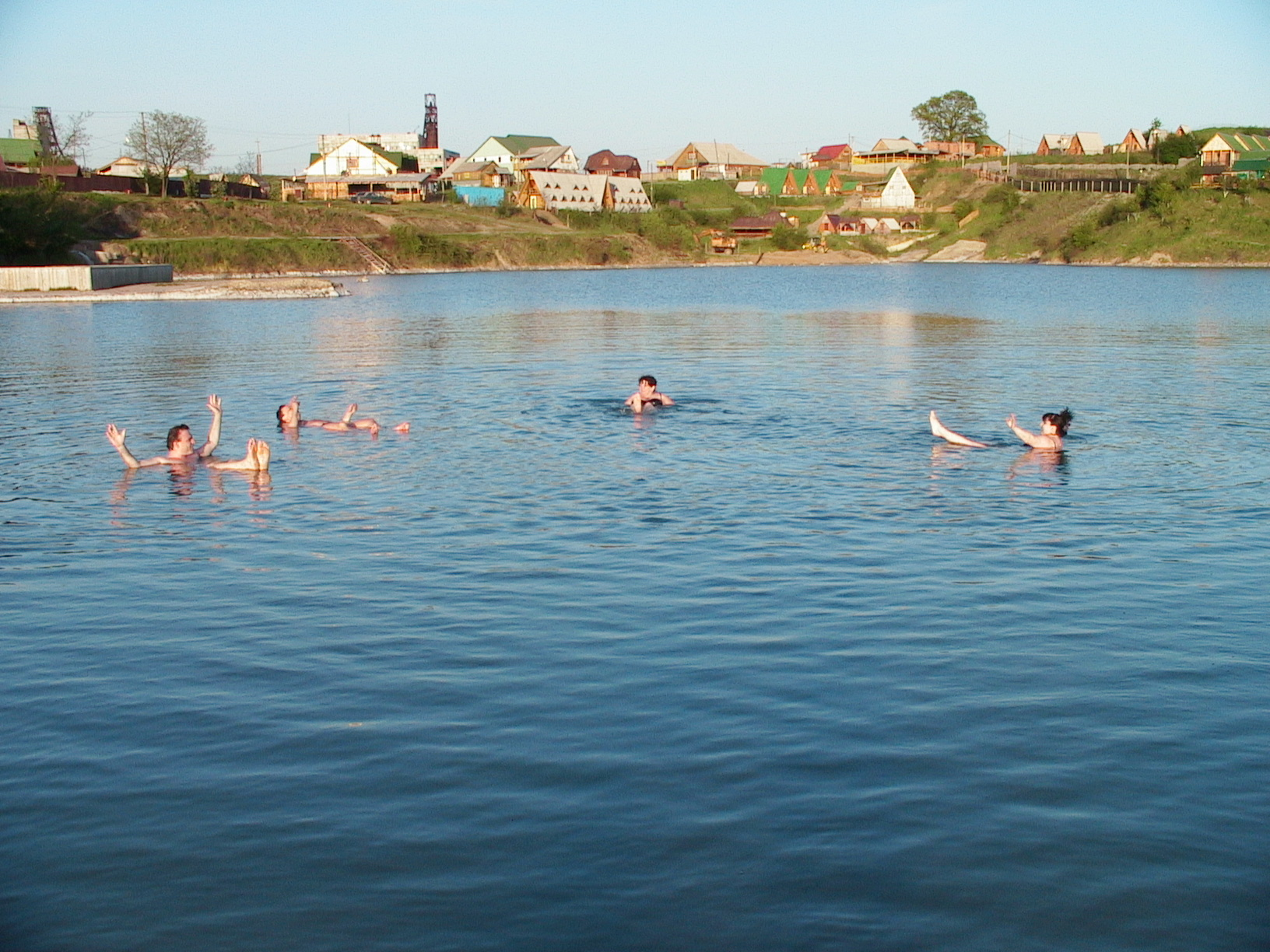
Завдяки високому вмісту солі вода в озері має високу щільність, що дозволяє людині легко триматися на поверхні

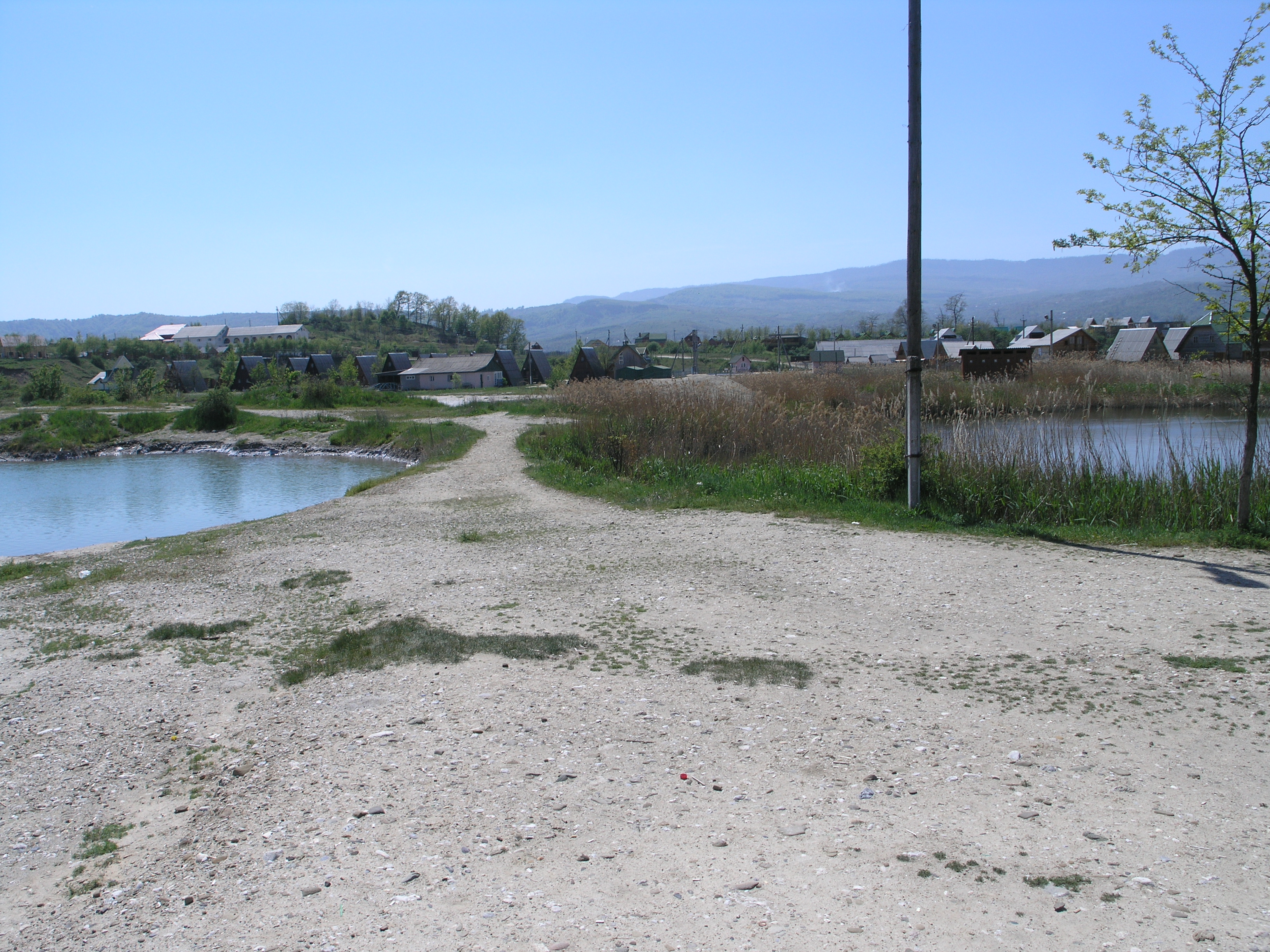
Мертве озеро Кунігунда (ліворуч) і поросле очеретом живе (прісне) озера в Солотвині розділені перешийком лише декілька метрів завширшки

Кунігунда (Кунікунда) — найбільше із солоних озер, розташованих на західній околиці Солотвина (Тячівський район Закарпатської області, Україна). Аналог Мертвого моря за ступенем мінералізації води.
Озеро — антропогенного походження. Утворилося 1902 року, внаслідок просадження на 20 м щойно відкритої соляної копальні «Кунігунда» (звідси й назва озера).
Озеро неправильної форми з островом посередині. Це карстове озеро, наповнене цілющою водою. Берег і дно вкриті шаром лікувальної грязі аспідно-чорного кольору. Протягом року температура води не опускається нижче +17 °С, влітку тримається на рівні +25–27 °С.
Глибина — 1–8 м.
Площа поверхні — 800 м².
Концентрація солей — 146–150 ‰, підвищена концентрація іонів брому.
Містить лікувальну ропу та сульфідні грязі. Грязі дають позитивний ефект при лікуванні серцево-судинної системи, остаточних явищах флебітів і тромбофлебіту, захворювання кісток, нервової системи, урологічних захворюваннях, псоріазі і легеневої системи.
На березі озера Кунігунда розташована однойменна база відпочинку.
Після того, як 2010 року в Солотвино сталися кілька великих провалів, внаслідок чого на два метри впав рівень води в озерах, потік туристів зменшився майже наполовину.